# ANWR Group
Die ANWR Group ist eine europäische Handelskooperation mit Sitz in Mainhausen.
Sie operiert in den Geschäftsfeldern Schuhe, Sportartikel, Lederwaren und Finanzdienstleistung.

## Geschichte
Die ANWR Group entstand 2001 aus der Fusion der Schuhwareneinkaufsgenossenschaft eG mit der Ariston Schuh-Einkaufsvereinigung eG. Erstere wurde im Jahre 1919 in Hamburg, die Zweite 1926 als Rheinisch-Westfälische Schuhwaren-Einkaufsvereinigung eGmbH in Barmen gegründet.

## Unternehmen
Mehr als 5.000 Unternehmen der Schuh-, Sport- und Lederwarenbranche mit über 10.000 Fachgeschäften in 20 europäischen Ländern nutzen das Waren-, Marketing- und Serviceangebot.

## Struktur und Kennzahlen
Internationale Kernmärkte der ANWR Group sind die Beneluxstaaten Niederlande und Belgien, Frankreich sowie Österreich und die Schweiz. Die ANWR Group operiert zudem in den skandinavischen Ländern Schweden, Norwegen und Finnland und betreut Händler in Osteuropa.
Das insgesamte Abrechnungsvolumen für die ANWR Group betrug für das Jahr 2023 20,7 Milliarden EUR. Die ANWR Group ist genossenschaftlich organisiert und wird von ihrer Zentrale in Mainhausen geführt. Mitglieder des Vorstands sind Frank Schuffelen (Vorsitzender), Tobias Eichmeier, Martina Novotny und Franz Klimesch (nebenamtlich). Vorsitzender des Aufsichtsrats ist seit 2015 Holger Baierl.

## Tochtergesellschaften und Beteiligungen
- ANWR Schuh GmbH
- Rexor Schuheinkaufsvereinigungs GmbH
- Quick Schuh Handelsgesellschaft mbH & Co. KG.
- Sport 2000 GmbH
- DZB Bank GmbH
- Aktivbank AG
- Buchwert GmbH & Co.KG
- Conventa Treuhandgesellschaft
- EBG-Data GmbH
- Goldkrone Lederwaren-Handelsgesellschaft mbH
- Online-Portal Schuhe.de
- Schuh und Sport Mücke